# Kirby's Pinball Land
Kirby's Pinball Land é um jogo eletrônico de pimbol para o Game Boy lançado em 1993 estrelando Kirby como uma bola. O jogo possui três mesas de pinball, cada uma com um chefe da série de Kirby: Wispy Woods, Kracko, e os Poppy Brothers. Foi relançado no Nintendo 3DS pelo eShop em 2012.

## Jogabilidade
O jogo é como um tradicional jogo de pinball, com dois flippers utilizados para manter Kirby sendo jogado contra as paredes e inimigos, marcando pontos. Cada mesa tem três chãos diferentes. Depois de destruir todos os inimigos, uma estrela aparece e leva Kirby para uma luta contra o Rei Dedede. Depois de derrotar Dedede, Kirby é levado de volta para o nível de seleção onde são escolhidos novos níveis.